# UA31
UA31 o UA-31 son los nombres de catálogo, conocido comúnmente como Madam Buya o Buia UA31, de un cráneo parcial fósil de Homo erectus u Homo ergaster, de una antigüedad de 1 millón de años (dentro del Calabriense). Hallado por el equipo de Ernesto Abbate y otros en la campaña de excavación de 1995 en el sitio de Buya, en la depresión de Danakil, Eritrea, anunciado en 1998 por él mismo, y publicado y descrito en 2002 por R. Macchiarelli et al.

## Taxonomía y descripción
El cráneo UA31 se recuperó en varios trozos, los cinco principales se numeraron como UA-31/1 al 5. Todos ellos se reensamblaron obteniéndose un cráneo bastante completo, con parte de la cara y raíces de molares y premolares, pero sin mandíbula inferior. En el mismo lugar y fecha se recuperaron dientes y huesos parciales adicionales a UA31, con otros códigos de catálogo, pero Madam Buya solo conserva los alveolos y ninguna pieza dental.
Por su buen estado y al no estar deformado, ha sido posible obtener moldes del endocráneo, que ha arrojado un volumen de 995 cm³ y que muestra los patrones propios de asimetría del género Homo que corresponde con el uso predominante de la mano derecha.
Las características morfológicas de Buia, comparadas con otros cráneos africanos de la misma época, anteriores o posteriores, tiene diferencias marcadas lo que indicaría una gran variabilidad del género Homo.